# Seira
Seira는 2013년 2월 14일 결성된 일본의 2인조 밴드이다. Seira는 보컬리스트 Uhyang(うひゃん)과 기타리스트 Sangdae(さんで)로 구성된 남매 유닛이다. 음악 경험이 있었던 Sangdae(さんで)의 영향을 받아, Uhyang(うひゃん)은 고등학교 졸업 후에 음악의 길로 나아가기로 결심한다. 첫 번째 라이브를 오빠와 공연했고, 주위의 호응을 얻었다. 이것을 계기로 활동을 반복해, 2013년 2월 14일 Seira를 결성하였다. 결성한 지 약 한달 후, Seira는 여러 아티스트들의 노래를 커버한 영상을 <Youtube Seira channel>에 업로드하기 시작했고, 이 채널을 운영하며 2016년에는 Uhyang(うひゃん)의 솔로 프로젝트로 Uh channel을 개설했다. 총 시청 횟수는 3,000만 회를 넘고, 채널 등록자수는 10만 명에 달한다. 이후, 2017년 3월 17일 처음으로 오리지널 곡인 <<Always>>를 발매했다. Seira는 남매이기에 생겨나는 화음을 전국에 뿌려 남녀노소에게 지지를 얻고 있다.

## 멤버
- Uhyang (うひゃん): 보컬 담당
- Sangdae (さんで): 기타, 서브보컬 담당

## 앨범
- 2013.08.21 <<君に>> 발매

```
  <<
너에게
>> - Seira
```

```
  [수록곡]
  1.
君に
(너에게)
  2.
衝動
(충동)
  3.
あの頃のように
(그 때처럼)
```

- 2014.02.14 <<ぬくもり>> 발매

```
  <<
온기
>> - Seira
```

```
  [수록곡]
  1.
ぬくもり
(온기)
  2.
ここに
(여기에)
```

- 2015.12.23 <<your song>>

```
  <<
너의 노래
>> - Seira
```

```
  [수록곡]
  1.
your song

  2.
believe
```

- 2017.03.11 1st Full Album <<Always>> 발매

```
  <<
Always
>> - Seira
```

```
 [수록곡]
  01.
remember

  02.
彩り
(장식)
  03.
星になっても君を照らし続けたい

   (별이 되어도 너를 계속 비춰주고 싶어)
  04.
Open your heart

  05.
believe

  06.
Party Night

  07.
ぬくもり
(온기)
  08.
まぼろし
(환상)
  09.
your song
 - acoustic ver.-
  10.
ここに
(여기에)
```

- 2018.09.12 Dijital single <<虹>> 발매

```
   <<
무지개
>> - Seira
```

```
  [수록곡]
  1.
虹
(무지개)
```

- 2019.06.09 <<約束の空>> 발매

```
   <<
약속의 하늘
>> - Seira
```

```
  [수록곡]
  1.
約束の空
(약속의 하늘)
  2.
GO WAY
```

- 2020.06.26 <<tonight>> 발매

```
   <<
tonight
>> - Seira
```

```
  [수록곡]
  1.
tonight
```

- 2020.07.17 <<It's ME>> 발매

```
   <<
It's ME
>> - Seira
```

```
   [수록곡]
   1.
It's ME
```

- 2020.09.18 <<again>> 발매

```
   <<
again
>> - Seira
```

```
     [수록곡]
     1.
again
```

## 라이브
- 2014년

```
   1. 2014.02 오사카 우메다
   라이브하우스D에서 
첫 원맨 라이브

   2. 2014.08.24
   오사카 우메다 라이브 하우스D에서
   
~지금 여기에~
 원맨 라이브
```

- 2018년

```
  1. 2018.08오사카 교바시 라이브
  하우스ARC에서 라이브
  2. 2018.09 오사카 교바시
  라이브 하우스ARC에서 
이온인스트얼

  라이브
  3. 2018.10.14 오사카에서
  
Uhyang
(うひゃん) 원맨 라이브
  vol.1
  4. 2018.11오사카 교바시 교토역
```

에서 FM 라디오 녹화 라이브
- 2019년

```
  1. 
2019.01.20
 도쿄에서
   
Uhyang
(うひゃん) 원맨 라이브
   
vol.2

  2. 
2019.02.10
 오사카 아이치현
  센트리아 공항에서 
Uhyang
(うひゃん)
  원맨 라이브 
vol.2

  3. 
2019.05
 나고야 스트리트에서
  프리 라이브
  4. 
2019.06.09
 도쿄에서 히가
  시 메이한 투어
  5. 
2019.06.22
 오사카 아이치현
```

에서 Uhyang(うひゃん) 히가시 메이한
```
  투어
  6. 
2019.07.07
 오사카에서
  
Uhyang
(うひゃん) 히가시 메이한 투어
  원맨 라이브 
vol.3

  7. 
2019.07
 오사카 OGC 페스
  티벌에서 프리 라이브
  8. 
2019.08
 시가 만등 축제에서
  프리 라이브
  9. 
2019.09.29
 오사카에서
  Youtube 
Uh channel
 구독자 10만명
  달성 감사 라이브
  10. 
2019.10.27
 도쿄에서
  Youtube 
Uh channel
 구독자 10만명
  달성 감사 라이브
  11. 
2019.11
 후쿠오카 큐슈
  이즈카 오토 레이스에서 라이브
```

- 2020년

```
  1. 
2020.02.11
 도쿄에서
  
~Seira 결성 7주년 기념 Special~

  
Home Party
 
vol.16
라이브
  2. 
2020.03.07
 오사카 우메다
  라이브 하우스 Rumio에서 진행하려던
  
~Seira 결성 7주년 기념 Special~

  
Home Party
 
vol.16
 
는
  
코로나 바이러스
로 취소됨.
```

## 여담
- 거의 모든 수록곡의 가사를 멤버 Sangdae 가  담당하고 있음.